# Artificia docuit fames
Artificia docuit fames è una locuzione latina che si traduce con «La fame insegna a ingegnarsi» oppure «la fame ha insegnato nuovi mestieri».
È una formula usata da Seneca (Ep. 15,7) nelle "Epistulae morales", lettere a Lucilio.